# UTC+7:20

UTC+7:20 werd tussen 1933 en 1940 gebruikt als zomertijd in Singapore. In 1941 en 1942, voor de Japanse bezetting van Singapore, en van 1945 tot 1970 werd hiervoor UTC+7:30 gebruikt. In 1970 werd de zomertijd afgeschaft in Singapore.